# Ángel Alarcón Galiot
Ángel Alarcón Galiot (Castelldefels, 15 de maig de 2004) és un futbolista professional català que juga com a davanter amb el FC Porto B.

## Carrera de club
Nascut a Castelldefels, Alarcón va començar la seva carrera futbolística als quatre anys a l'equip amateur Vista Alegre, on jugaven els seus pares. El 2018 va fitxar pel FC Barcelona procedent de l'Espanyol, arribant a debutar amb el Barça Atlètic el 2021. Un trencament del lligament encreuat anterior durant la semifinal de la Copa de Campions Juvenil de Futbol el va fer perdre tota la temporada 2021-22.
El 18 de gener del 2023, després de marcar dotze gols amb el Juvenil A, va ser convocat pel Barcelona per al partit de Copa del Rei contra l'Ceuta de l'endemà. Va debutar com a professional en la victòria del Barcelona per 5-0 contra el Ceuta, substituint Raphinha. Des d'aquell moment, Alarcón va jugar quatre partits més amb el primer equip del FC Barcelona i va ser un fix a les convocatòries de Xavi.

## Carrera internacional
Alarcón ha representat Espanya en categories juvenils a nivell internacional.

## Estil de joc
Un davanter còmode amb els dos peus i capaç de jugar a qualsevol lloc de la primera línia, Alarcón és conegut pel seu ritme i la seva capacitat de gol.

## Palmarès
FC Barcelona
- La Lliga: 2022–23[11]